# 东华街道 (昆明市)
东华街道，是中华人民共和国云南省昆明市盘龙区下辖的一个乡镇级行政单位。

## 行政区划
东华街道下辖以下地区：
小龙路社区、新迎社区、席子营社区、白云社区、田园路社区、文艺路社区和金色社区。